# مغامرات شرلوك هولمز
مغامرات شرلوك هولمز (بالإنجليزية: The Adventures of Sherlock Holmes)‏ هي سلسلة تتكون من 12 قصة كتبت من طرف آرثر كونان دويل، ظهر فيها المحقق المشهور شرلوك هولمز. أنجزت الرسومات في هذه السلسلة من قبل سيدني باجيت.

## الخلفية
تعد هذه السلسلة أول سلسلة قصص قصيرة للمحقق شرلوك هولمز، وقد تم نشر كل قصة على حده في مجلة ستراند من يوليو/تموز 1891 إلى يونيو/حزيران 1892. ثم تم تجمعها في كتاب واحد تحت عنوان مغامرات شرلوك هولمز. نشر الكتاب في إنجلترا في 14 تشرين الثاني/أكتوبر عام 1892 من قبل جورج نيونز، وفي الولايات المتحدة في 15 تشرين الثاني/أكتوبر عام 1892 من قبل هاربر.

## المحتوى
تشتمل السلسلة على 12 قصة هي:
1. فضيحة في بوهيميا.
2. قضية هوية
3. عصبة ذوي الشعر الأحمر
4. لغز وادي بوسكومب.
5. بذور البرتقال الخمس.
6. الرجل ذو الشفة الملتوية.
7. مغامرة الجوهرة الزرقاء.
8. لغز العصابة الرقطاء.
9. مغامرة إبهام المهندس.
10. مغامرة النبيل الأعزب.
11. مغامرة تاج الزمرد.
12. منزل الأشجار النحاسية. (مغامرة كوبر بيتشيز)

## التلقي من قبل الجمهور
قوبلت هذه القصص بنجاح كبير غير مسبوق في تاريخ الصحافة البريطانية، ودخلت هذه الشخصية الخيالية التاريخ من أوسع أبوابه، حيث صارت حديث المجتمع وشغل الناس في أنحاء البلاد. تلى هذه السلسلة سلسلة أخرى بعنوان «مذكرات شرلوك هولمز» وأخرى بعنوان «عودة شرلوك هولمز».